# Узкоколейная железная дорога Сергеевичского торфопредприятия
Узкоколейная железная дорога Сергеевичского торфопредприятия (неофициально Руденская УЖД) — крупнейшая узкоколейная железная дорога Беларуси. Протяжённость в настоящее время 40 км. Расположена в Минской области. Соединяет посёлок Руденск с посёлком Правдинский и с торфоразработками. Дорога принадлежит Сергеевичскому торфопредприятию, имеется грузовое и пассажирское движение.
Дорога построена до 1929 года. Максимальная протяжённость системы составляла около 90 км. Ветка в южном направлении была разобрана в 1944 году. Ранее система была соединена с Узкоколейной железной дорогой Слуцкого торфопредприятия, расположенной в посёлке Гацук. Соединение между дорогами было разобрано в 1970-е годы.

На железной дороге отсутствует система автоблокировки, управление движения поездов осуществляется по радиосвязи.
Центром сети является станция Центральный (посёлок Правдинский). 
Одна линия соединяет его со станцией Перегрузочная (посёлок Руденск), где производится перегрузка на одноимённую станцию широкой колеи на линии Минск — Осиповичи. Две другие ветки от Правдинского ведут на станцию Акуниново (район деревни Пристань) и на станции Голышёвка, Волосач и Колодино. От Правдинского до станции Волосач имеется пассажирское движение, по остальным веткам — грузовое. Кроме того, существенная часть сети, в том числе линия от станции Волосач на болото Грещина, не используется.
На линии работают тепловозы ТУ6А и ТУ8.